# مسابقات جاده قهرمانی جهان ۲۰۲۳ اتحادیه جهانی دوچرخه‌سواری – تایم تریل زنان زیر ۲۳ سال
تایم تریل زنان زیر ۲۳ سال بخشی از مسابقات قهرمانی جهان ۲۰۲۳ اتحادیه جهانی دوچرخه‌سواری بود. این رویداد در ۱۰ اوت ۲۰۲۳ در استیرلینگ بریتانیا برگزار شد.

## رده‌بندی پایانی
| رتبه | دوچرخه‌سوار             | کشور       | زمان        |
| ---- | ---------------------- | ---------- | ----------- |
| ۱    | آنتونیا نیدرمایر       | آلمان      | ۴۹:۲۷٫۲۶"   |
| ۲    | سدرین کربول            | فرانسه     | +۷٫۸۵"      |
| ۳    | جولی د ویلد            | بلژیک      | + ۳۹٫۱۳"    |
| ۴    | آنینا آتوسالو          | فنلاند     | + ۲:۰۸٫۳۶"  |
| ۵    | پترا زانکو             | مجارستان   | + ۲:۱۴٫۲۲"  |
| ۶    | نورا جنشیوسووا         | اسلواکی    | + ۲:۳۲٫۹۱"  |
| ۷    | الیشکا کواسنیچکوا      | جمهوری چک  | + ۲:۵۰٫۶۰"  |
| ۸    | الا ویلی               | نیوزیلند   | + ۳:۱۹٫۲۶"  |
| ۹    | فبه جوریس              | بلژیک      | + ۳:۲۶٫۵۸"  |
| ۱۰   | نینا برتون             | لوکزامبورگ | + ۳:۳۹٫۷۰"  |
| ۱۱   | کریستینا بورلوا        | جمهوری چک  | + ۳:۴۷٫۹۲"  |
| ۱۲   | تتیانا یاشچنکو         | اوکراین    | + ۳:۵۱٫۹۵"  |
| ۱۳   | کاتالینا سوتو کمپوس    | شیلی       | + ۴:۰۶٫۵۱"  |
| ۱۴   | دیانه اینگابیر         | رواندا     | + ۵:۱۴٫۸۹"  |
| ۱۵   | مارگاریتا میسیورینا    | ازبکستان   | + ۵:۵۷٫۷۱"  |
| ۱۶   | یوهانگ کوی             | چین        | + ۶:۱۲٫۴۴"  |
| ۱۷   | فریبا هاشمی            | افغانستان  | + ۶:۵۰٫۷۷"  |
| ۱۸   | نسرین هویلی            | الجزایر    | + ۷:۴۰٫۲۲"  |
| ۱۹   | ابیگیل سارابیا ریکالدز | بولیوی     | + ۸:۵۶٫۰۶"  |
| ۲۰   | فانی کائوکویس اون      | لائوس      | + ۱۰:۴۵٫۳۴" |
| ۲۱   | گریس آیوبا             | نیجریه     | + ۱۴:۱۹٫۳۴" |
| ۲۲   | ماری ساموئل            | نیجریه     | + ۱۴:۵۹٫۵۴" |
| ۲۳   | فلورنس ناکاگاوا        | اوگاندا    | + ۱۶:۲۱٫۸۹" |